# احمد کاظم عصاد
احمد کاظم عصاد (انگلیسی: Ahmad Kadhim Assad؛ زادهٔ ۱ ژوئیهٔ ۱۹۷۶) یک بازیکن فوتبال اهل عراق است.
از باشگاه‌هایی که در آن بازی کرده‌است می‌توان به النفط، نیروی هوایی عراق، الزورا، الشرطه، و الجیش سوریه، باشگاه فوتبال پاس تهران، باشگاه فوتبال استیل‌آذین تهران، باشگاه فوتبال استقلال اهواز، الشرطه، و تیم ملی فوتبال عراق اشاره کرد.
وی همچنین در تیم ملی فوتبال تیم ملی فوتبال عراق بازی کرده است.